# 笠置山 (岐阜県)
笠置山（かさぎやま）は、岐阜県恵那市と中津川市にまたがる標高1,128mの山。山頂は恵那市中野方町にある。

## 概要
恵那市の北部に位置する独立峰で、この地方で最も高い山であり、中央自動車道の恵那峡サービスエリアから全容を望むことができる。
見る方角にもよるが、文字通り笠を置いたような、線対称に広がる山裾が特徴的である。
この山はもともと舟伏山と呼ばれていたと言われるが、平安時代の中頃、花山法皇（984年即位）がこの地方（現在の中野方町）に来て見た山の形が都の笠置山に似ているというので、『眺めつつ　笠置の山と名付けしは　これも笠置くしるしなりけり』という和歌をよまれた時から笠置山と呼ばれるようになったと言われている。
また恵那市内から見える稜線が弘法大師（空海）の寝姿にも見えることから、「寝弘法」などと呼ばれることもある。ぎふ百山のひとつ。
山中には国の天然記念物ヒトツバタゴ（ナンジャモンジャ）自生地、県指定天然記念物ヒカリゴケの自生地がある。
山頂からは恵那山、御嶽山、中央アルプスの山々、さらに条件が良ければ白山や南アルプスの山々が遠望できる。
山頂付近には物見岩や百丈岩などと名づけられた巨石がたくさんあり、頂上にある笠置神社奥社の社殿裏側一帯の崖下には、濃飛流紋岩の巨岩が群れなして、特異な景色をつくっている。その巨岩と巨岩の間、あるいは巨岩の割れ目が洞穴になっているものもかなりあり、その洞穴の中にヒカリゴケが自生している。
主として山腹北側でピラミッド・ストーンや古代岩刻文字（ペトログラフ）が刻まれている岩が見られるほか、南側にはフリークライミングエリアも整備されている。
山の西裾には1987年に巨額の資金を注ぎ込んで作られたグリーンピア恵那があったが、2000年に経営難で閉鎖した。

## 登山道
山頂には笠置神社（恵那市中野方町にある笠置神社の奥社）と二等三角点（点名は「御笠置」）がある。
登山道は南側ルート（恵那市笠置町）と北側ルート（恵那市中野方町）の2ルートがあり、北側ルートはキャンプ場などが整備されているため山頂まで10分程度のところまで車で移動することも可能である。
- 笠置町姫栗 - ヒトツバタゴ自生地 - おみたらし（水場） - 笠置山
- 中野方町 - 望郷の森キャンプ場 - 笠置山

## 地理

### 周辺の山
- 二ッ森山
- 恵那山

### 周辺の観光スポット
- 笠置山マレットゴルフ場
- 笠置山クライミングエリア
- 望郷の森キャンプ場
- 坂折棚田
- 恵那峡